# Championnat du Maroc de football de deuxième division 2005-2006
Navigation
Édition précédente Édition suivante
Le Championnat du Maroc de football D2 2005-2006 est la 50e édition du championnat du Maroc de football D2. Elle oppose seize clubs regroupées au sein d'une poule unique où les équipes se rencontrent deux fois, à domicile et à l'extérieur. En fin de saison, les deux derniers sont relégués et remplacés par les deux meilleurs clubs de GNFA1, la troisième division marocaine. Mais en vérité se sont quatre clubs premiers de leur poules en troisième division qui s'affrontent lors de matchs barrages pour la montée.
C'est le club du Maghreb de Fès qui remporte le championnat après avoir terminé en tête du classement, avec deux points d'avance sur le Kawkab de Marrakech. Les clubs montant en première division sont les deux premiers soit le Maghreb de Fès et le Kawkab de Marrakech tandis que les clubs relégués en troisième division sont le Najm de Marrakech et le Fath de Nador.
La meilleure attaque du championnat sont celle du Maghreb de Fès, du Youssoufia Berrechid et de la Renaissance de Berkane avec plus de 32 buts marqués tandis que la meilleure défense est celle du Maghreb de Fès avec seulement 13 buts pris.

## Les clubs de l'édition 2005-2006
Légende des couleurs
- Promu de GNFA 1
- Relégué du GNF 1

| Club                   | Classement 2004-2005          | Stade                            | Capacité |
| ---------------------- | ----------------------------- | -------------------------------- | -------- |
| Maghreb de Fès         | 15 (GNF1)                     | Stade Hassan II                  | 10 000   |
| Kawkab de Marrakech    | 16 (GNF1)                     | Stade El Harti                   | 20 000   |
| FUS de Rabat           | 3                             | Complexe Sportif Moulay Abdallah | 65 000   |
| KAC de Kénitra         | 4                             | Stade municipal de Kénitra       | 15 000   |
| Youssoufia Berrechid   | 5                             | Stade municipal de Berrechid     | 5 000    |
| Hilal de Nador         | 6                             | Stade municipal de Nador         | 5 000    |
| Stade marocain         | 7                             | Stade Ahmed Chhoude              | 2 500    |
| Fath de Nador          | 8                             | Stade municipal de Nador         | 5 000    |
| Rachad Bernoussi       | 9                             | Complexe Bernoussi               | 10 000   |
| Najm de Marrakech      | 10                            | Stade du 20 août                 | 5 000    |
| Racing de Casablanca   | 11                            | Stade Père-Jégo                  | 10 000   |
| Union de Mohammédia    | 12                            | Stade Bachir                     | 15 000   |
| Renaissance de Settat  | 13                            | Stade d'Honneur de Settat        | 10 000   |
| Renaissance de Berkane | 14                            | Stade municipal de Berkane       | 10 000   |
| Union de Sidi Kacem    | 1 (GNFA1 - Groupe Nord-Est)   | Stade Abdelkader Allam           | 10 000   |
| Wafa Wydad             | 1 (GNFA1 - Groupe Centre-Sud) | Stade Tessema                    | 10 000   |

## Compétition

### Classement
|     | Club                  | Points | Joués | Victoires | Nuls | Défaites | Buts pour | Buts contre |
| --- | --------------------- | ------ | ----- | --------- | ---- | -------- | --------- | ----------- |
| 1e  | Maghreb de Fès        | 60     | 30    | 16        | 12   | 2        | 32        | 13          |
| 2e  | Kawkab de Marrakech   | 58     | 30    | 16        | 10   | 4        | 29        | 18          |
| 3e  | Youssoufia Berrechid  | 47     | 30    | 13        | 8    | 9        | 32        | 28          |
| 4e  | Racing Casablanca     | 45     | 30    | 11        | 12   | 7        | 26        | 23          |
| 5er | Renaissance Berkane   | 44     | 30    | 13        | 5    | 12       | 32        | 36          |
| 6e  | Union Mohammédia      | 40     | 30    | 9         | 13   | 8        | 25        | 23          |
| 7e  | Union Sidi Kacem      | 40     | 30    | 10        | 10   | 10       | 22        | 21          |
| 8e  | KAC de Kénitra        | 39     | 30    | 8         | 15   | 7        | 27        | 20          |
| 9e  | Rachad Bernoussi      | 37     | 30    | 9         | 10   | 11       | 28        | 30          |
| 10e | Stade Marocain        | 35     | 30    | 8         | 11   | 11       | 20        | 23          |
| 11e | Hilal de Nador        | 35     | 30    | 8         | 11   | 11       | 9         | 12          |
| 12e | FUS de Rabat          | 32     | 30    | 5         | 17   | 8        | 14        | 18          |
| 13e | Wafa Wydad            | 32     | 30    | 7         | 11   | 12       | 26        | 32          |
| 14e | Renaissance de Settat | 31     | 30    | 8         | 9    | 13       | 26        | 31          |
| 15e | Najm de Marrakech     | 30     | 30    | 7         | 9    | 14       | 24        | 27          |
| 16e | Fath de Nador         | 26     | 30    | 5         | 11   | 14       | 17        | 29          |

### Résultats
| Résultats (▼dom., ►ext.)                                   | MAS | KACM | CAYB | RAC | RSB | USM | USK | KAC | RB  | SM  | HAN | FUS | CWW | RSS | NSM | FRN |
| Maghreb de Fès                                             |     | 1-1  | 2-1  | 2-0 | 1-1 | 1-0 | 0-1 | 0-0 | 1-0 | 1-0 | 1-0 | 1-1 | 2-2 | 1-0 | 1-0 | 2-0 |
| Kawkab de Marrakech                                        | 0-2 |      | 2-1  | 1-0 | 2-0 | 1-1 | 0-0 | 1-1 | 1-0 | 0-0 | 1-0 | 1-0 | 1-0 | 1-1 | 2-0 | 2-0 |
| Youssoufia Berrechid                                       | 0-0 | 2-1  |      | 0-3 | 2-3 | 2-1 | 0-0 | 1-0 | 0-1 | 3-1 | 3-1 | 2-0 | 0-0 | 2-1 | 2-1 | 3-1 |
| Racing de Casablanca                                       | 0-0 | 1-1  | 2-2  |     | 1-0 | 0-1 | 1-0 | 2-2 | 3-2 | 0-1 | 1-1 | 2-1 | 0-0 | 0-0 | 1-1 | 1-1 |
| Renaissance de Berkane                                     | 0-3 | 0-1  | 1-0  | 2-0 |     | 1-1 | 2-1 | 0-0 | 1-0 | 0-0 | 2-0 | 1-0 | 3-1 | 2-1 | 1-0 | 3-2 |
| Union de Mohammédia                                        | 1-1 | 1-0  | 0-0  | 0-1 | 1-0 |     | 2-0 | 1-1 | 1-0 | 0-0 | 2-0 | 0-0 | 2-2 | 3-2 | 2-1 | 1-1 |
| Union de Sidi Kacem                                        | -   | -    | -    | -   | -   | -   |     | -   | 1-1 | -   | -   | -   | -   | -   | -   | 0-1 |
| KAC de Kénitra                                             | -   | -    | 2-0  | -   | -   | -   | -   |     | -   | 2-0 | -   | -   | -   | -   | 1-0 |     |
| Rachad Bernoussi                                           | -   | 1-1  | -    | -   | -   | -   | -   | -   |     | -   | -   | -   | -   | -   | -   | -   |
| Stade marocain                                             | -   | -    | -    | -   | -   | -   | -   | -   | -   |     | -   | 0-0 | 1-1 | -   | -   | -   |
| Hilal de Nador                                             | -   | -    | -    | -   | 2-0 | -   | -   | -   | -   | 1-0 |     | -   | -   | -   | -   | -   |
| FUS de Rabat                                               | -   | -    | -    | -   | -   | -   | -   | 0-0 | -   | -   | -   |     | -   | -   | -   | 1-0 |
| Wafa Wydad                                                 | 0-1 | -    | -    | -   | 2-3 | -   | -   | -   | -   | -   | -   | -   |     | 2-2 | -   | -   |
| Renaissance de Settat                                      | -   | -    | -    | 0-1 | -   | -   | -   | -   | -   | -   | -   | -   | -   |     | 3-2 | -   |
| Najm de Marrakech                                          | -   | -    | 2-0  | -   | -   | 2-0 | -   | -   | -   | -   | -   | -   | -   | -   |     | -   |
| Fath de Nador                                              | 1-1 | -    | -    | -   | -   | -   | -   | -   | -   | -   | -   | -   | -   | -   | -   |     |
| - Victoire à domicile - Match nul - Victoire à l'extérieur |     |      |      |     |     |     |     |     |     |     |     |     |     |     |     |     |

## Bilan de la saison
| Promotion et relégation |                                    |
| Relégué en GNFA1        | Najm de Marrakech Fath de Nador    |
| Promu en GNF1           | Maghreb de Fès Kawkab de Marrakech |